# Ammoniumwaterstofsulfaat
Ammoniumwaterstofsulfaat of ammoniumbisulfaat is een anorganische verbinding van het ammoniumion met als brutoformule NH4HSO4. Het is, in zuivere vorm, een witte, kristallijne vaste stof. De stof is het resultaat van een reactie van sulfaminezuur met water.